# Wrathchild
"Wrathchild" é a segunda faixa do segundo álbum da banda inglesa de heavy metal Iron Maiden, Killers. 
A letra da canção é baseada na perspectiva de um jovem cujo nascimento não foi planejado por seus pais, e decide procurar o pai e nunca parar até encontrá-lo. Foi composta pelo líder e baixista Steve Harris. O baixo insano de Steve, as guitarras vibrantes de fundo, a virada simples de  Clive Burr num dos refrões mais grudentos da donzela, a rebeldia de Paul Di'Anno que praticamente “esmurra” o estômago do ouvinte, fazem desse um dos maiores clássicos da banda e propriamente merecido reconhecimento dos fãs. 

## Créditos
- Paul Di'Anno - vocal
- Dave Murray - guitarra
- Adrian Smith - guitarra, vocal de apoio
- Steve Harris - baixo, vocal de apoio
- Clive Burr - bateria